# John Hartley
Pour les articles homonymes, voir Hartley.
John Thorneycroft Hartley, né le 9 janvier 1849 à Tong (Shropshire), mort le 21 août 1935 à Knaresborough, est un joueur de tennis britannique.
Il a remporté à deux reprises le tournoi de Wimbledon, en 1879, et en 1880. Il a battu en finale lors de son premier sacre Vere St. Leger Goold 6-2, 6-4, 6-2. Lors de son deuxième titre, il battit Herbert Lawford 6-3, 6-2, 2-6, 6-3. Il tenta de défendre son titre en 1881 contre William Renshaw, mais sans succès. Il perdit 6-0, 6-1, 6-1 contre le joueur qui allait ensuite gagner Wimbledon six fois de suite.

## Palmarès (partiel)

### Titres en simple
|   | Date | Nom et lieu du tournoi       | Cat.      | ($) | Surface      | Finaliste            | Score              |          |
| - | ---- | ---------------------------- | --------- | --- | ------------ | -------------------- | ------------------ | -------- |
| 1 | 1879 | The Championships, Wimbledon | G. Chelem |     | Herbe (ext.) | Vere St. Leger Goold | 6-2, 6-4, 6-2      | Parcours |
| 2 | 1880 | The Championships, Wimbledon | G. Chelem |     | Herbe (ext.) | Herbert Lawford      | 6-0, 6-2, 2-6, 6-3 | Parcours |

### Finales de simple perdues
Wimbledon 1881

### Titres en double
aucun

### Finales en double
aucune

### Titres en double mixte
aucun

### Finales en double mixte
aucune